# Pinky Silverberg
Pour les articles homonymes, voir Silverberg.
Pinky Silverberg, de son vrai nom Pincus Silverberg, est un boxeur américain né le 5 avril 1904 à New York et mort le 16 janvier 1964. 

## Carrière
Passé professionnel en 1920, il remporte le titre vacant de champion des poids mouches de la NBA (National Boxing Association) le 22 octobre 1927 aux dépens de Ruby Bradley. La NBA le destitue le 3 décembre 1929 et décide de remettre le titre en jeu en organisant un tournoi que remportera le boxeur canadien Frenchy Belanger. Pinky Silverberg mettra un terme à sa carrière de boxeur en 1937 sur un bilan de 38 victoires, 32 défaites et 16 matchs nuls.